# 農學校前站 (靜岡縣)
農學校前站（日语：／ Nougakkoumae eki */?）是位於静岡縣志太郡藤枝町（現時：藤枝市），藤相鉄道（後來為靜岡鐵道駿遠線）的鐵路車站（廢站）。
此站最接近靜岡縣立藤枝農學校（後來為靜岡縣立藤枝北高等學校）。

## 歷史
- 1925年（大正14年）1月16日：駿河岡部站至大手站之間開通，此站啟用[1]。
- 1936年（昭和11年）5月19日：駿河岡部站至大手站之間廢除，此站也被廢除[1]。

## 相鄰車站
藤相鐵道
水守－農學校前－大手

## 注腳
1. 1 2  今尾惠介監修《日本鐵道旅行地圖帳 7號 東海》新潮社 31頁

## 相關項目
- 日本鐵路車站列表 No
- 農學校前站 - 同名車站。